# Bắc Ngụy Hiếu Vũ Đế
Bắc Ngụy Hiếu Vũ Đế (chữ Hán: 北魏孝武帝; 510 – 3 tháng 2, 535), tên húy là Nguyên Tu (元脩 hay 元修), tên tự Hiếu Tắc (孝則), vào một số thời điểm được gọi là Xuất Đế (出帝, "hoàng đế bỏ trốn"), là vị hoàng đế cuối cùng của triều đại Bắc Ngụy thời Nam-Bắc triều trong lịch sử Trung Quốc.
Sau khi tướng Cao Hoan nổi loạn và đánh bại gia tộc của Nhĩ Chu Vinh vào năm 532, người này đưa Hiếu Vũ Đế lên ngôi. Mặc dù vậy, Hiếu Vũ Đế cố gắng thoát khỏi tầm kiểm soát của Cao Hoan, và đến năm 534, ông cùng với tướng Vũ Văn Thái chính thức đoạn tuyệt với Cao Hoan. Khi Cao Hoan tiến về phía nam nhằm giành lại quyền kiểm soát triều đình, Hiếu Vũ Đế chạy trốn đến lãnh địa của Vũ Văn Thái, khiến Bắc Ngụy bị phân làm hai phần (Cao Hoan sau đó lập Nguyên Thiện Kiến lên ngôi, thiết lập triều Đông Ngụy). Tuy nhiên, quan hệ giữa Hiếu Vũ Đế và Vũ Văn Thái nhanh chóng trở nên xấu đi khi Vũ Văn Thái từ chối tha thứ cho các mối quan hệ tình ái với em họ của Hiếu Vũ Đế. Cuối cùng Vũ Văn Thái hạ độc giết chết Hiếu Vũ Đế. Sở dĩ nói Nguyên Tu là vị hoàng đế cuối cùng của Bắc Ngụy, bởi vì sau khi ông qua đời, Bắc Ngụy chính thức bị phân chia thành 2 miền đông tây, phía Tây thành lập bởi quyền thần Vũ Văn Thái đã lập một hoàng thân trong hoàng tộc Bắc Ngụy là Nguyên Bảo Cự lên ngôi, và đóng đô ở Trường An nên sử gọi là Tây Ngụy. Còn phía Đông thành lập bởi quyền thần Cao Hoan cũng lập một hoàng thân khác là Nguyên Thiện Kiến lên ngôi, và đóng đô ở Nghiệp Thành nên sử gọi là Đông Ngụy.

## Bối cảnh
Nguyên Tu là con trai thứ ba của Quảng Bình vương Nguyên Hoài (元懷), Nguyên Hoài là con trai của Hiếu Văn Đế và em trai của Tuyên Vũ Đế. Mẹ ông là Lý thị. Năm 517, Nguyên Hoài qua đời.
Vào thời niên thiếu, Nguyên Tu được miêu tả là có tính trầm hậu, ít nói, ham thích việc quân sự. Năm 18 tuổi, thời Hiếu Minh Đế, Nguyên Tu được phong là làm Nhữ Dương huyện công. Ông cũng giữ chức Tán kị thị lang, rồi Trung thư thị lang. Thời Hiếu Trang Đế, đầu niên hiệu Kiến Nghĩa (528), Nguyên Tu bị bỏ chức Tán kị thường thị, chuyển sang giữ chức Bình Đông tướng quân, kiêm Thái thường khanh; rồi giữ chức Trấn Đông tướng quân, Tông chính khanh. Năm Vĩnh An thứ 3 (530), ông được thăng làm Bình Dương vương. Đầu niên hiệu Phổ Thái (531), ông chuyển sang giữ chức Thị trung, Trấn Đông tướng quân, Nghi đồng tam ti, kiêm Thượng thư hữu bộc xạ; rồi lại được thăng làm Thị trung, Thượng thư tả bộc xạ.
Năm 532, tướng Cao Hoan đánh bại các thành viên trong gia tộc của Nhĩ Chu Vinh. Trong khi tiến hành chiến dịch, Cao Hoan lập một người thuộc nhánh xa trong hoàng tộc là Nguyên Lãng làm hoàng đế để tạo thế với Tiết Mẫn Đế do Nhĩ Chu Thế Long (爾朱世隆) lập. Sau khi giành được chiến thắng, Cao Hoan cho rằng Nguyên Lãng không thích hợp là hoàng đế do có họ hàng xa với các hoàng đế kế cận trước đó. Cao Hoan sợ Tiết Mẫn Đế cao minh, lại sợ Nhữ Nam vương Nguyên Duyệt cuồng bạo vô thường. Đương thời, phần lớn chư vương đều trốn đi ở ẩn, và Nguyên Tu đang ở ẩn tại một điền xá. Cao Hoang muốn lập Nguyên Tu, khiển Đại đô đốc Hộc Tư Xuân (斛斯椿) đi cầu xin. Hộc Tư Xuân gặp Ngoại tán kị thị lang- Thái Nguyên vương Nguyên Tư Chính, nói rằng muốn biết chỗ của Nguyên Tu để lập làm Thiên tử, Nguyên Tư Chính đưa Hộc Tư Xuân đến gặp Nguyên Tu. Khi gặp Hộc Tư Xuân, Nguyên Tu sắc biến, cho rằng mình bị Nguyên Tư Chính bán đứng, song được giải thích. Hộc Tư Xuân báo lại cho Cao Hoan, Cao Hoan khiển 400 kị binh nghênh đón Nguyên Tu đến lều len, rồi bày tỏ lòng chân thành, khóc lóc. Nguyên Tu khiêm nhường nói mình ít đức, Cao Hoan lại vái lậy, Nguyên Tu cũng vái lậy chấp thuận.
Ngày Mậu Tý (25) tháng 4 năm Nhâm Tý (11 tháng 6 năm 532), Nguyên Tu tức vị tại bên ngoài Đông quách, nhập ngự Thái Cực điện, quần thần triều hạ. Nguyên Tu lên Xương Hạp môn, tuyên bố đại xá, cải nguyên Thái Xương. Ông bổ nhiệm Cao Hoàn làm đại thừa tướng, Thiên trụ đại tướng quân, Thái sư, được thế tập giữ chức Định châu thứ sử.

## Trị vì ở Lạc Dương
Ngày Bính Thân (3) tháng 5 (21 tháng 6), Hiếu Vũ Đế dùng rượu độc giết chết Tiết Mẫn Đế. Đến ngày Giáp Thìn (14) tháng 11 (26 tháng 12), ông cho giết Nguyên Lãng và một phế đế khác là Nguyên Diệp. Sang tháng 12 ÂL, ông cho giết hoàng thúc Nguyên Duyệt.
Cũng trong tháng 12 năm đó, ông cải niên hiệu sang Vĩnh Hưng, song do cùng hiệu với Minh Nguyên Đế nên trong cùng tháng lại cải sang Vĩnh Hy. Cùng tháng, Hiếu Vũ Đế lấy con gái của Cao Hoan làm hoàng hậu.
Sau khi chiều theo ý Cao Hoan vào lúc đầu, ông bắt đầu cai trị với các phò tá là Hộc Tư Xuân và cộng sự của ông ta tên là Vương Tư Chính, ra nhiều quyết định trái với quan điểm của Cao Hoan, đặc biệt là sau khi Cao Hoan đánh bại thành viên chính cuối cùng của gia tộc Nhĩ Chu là Nhĩ Chu Triệu. Hiếu Vũ Đế bí mật liên lạc với Hạ Bạt Nhạc, người đang kiểm soát các châu phía tây, và cũng phong cho em trai của Hạ Bạt Nhạc là Hạ Bạt Thắng làm chỉ huy các châu phía nam, muốn dựa vào anh em Hạ Bạt để chống lại Cao Hoan. Căng thẳng cũng tăng lên khi Cao Hoan muốn kiểm soát thêm nhiều châu còn Hiếu Vũ Đế cũng mong muốn giành quyền kiểm soát các châu từ Cao Hoan.
Mùa xuân năm 534, tướng bằng hữu của Hạ Bạt Nhạc là Hầu Mạc Trần Duyệt ám sát Hạ Bạt Nhạc do bị Cao Hoan xúi giục. Quân của Hạ Bạt Nhạc ủng hộ phụ tá của Hạ Bạt Nhạc là Vũ Văn Thái lên thay thế, và Vũ Văn Thái ngay sau đó đánh bại Hầu Mạc Trần Duyệt. Hiếu Vũ Đế tiếp tục tham gia thảo luận với Vũ Văn Thái (Hạ Bạt Nhạc trước đó cử Vũ Văn Thái làm liên lạc giữa ông ta với Hiếu Vũ Đế) để chống lại Cao Hoan. Đến mùa hè năm 534, Hiếu Vũ Đế chuẩn bị quân lính và tin rằng ông có thể bất ngờ bắt giữ Cao Hoan. Hoàng đế trao mật chỉ cho Cao Hoan giả vờ rằng ông nghi ngờ Vũ Văn Thái và Hạ Bạt Thắng nổi loạn và lập kế hoạch tấn công họ cùng với Cao Hoan. Tuy nhiên, Cao Hoan nhận ra âm mưu của Hiếu Vũ Đế nên tiến quân về Lạc Dương. Vương Tư Chính tin rằng quân triều đình không đủ sức kháng lại quân của Cao Hoan nên thuyết phục Hiếu Vũ Đế chạy đến lãnh địa của Vũ Văn Thái, và Hiếu Vũ Đế làm theo, bất chấp lời đề nghị ở lại Lạc Dương của Hộc Tư Xuân. Cỏ vẻ như Cao Hoan chỉ mất một tháng để tiếp cận Lạc Dương, và Hiếu Vũ Đế chạy trốn về phía tây, gặp được quân của Vũ Văn Thái trên đường và được hộ tống đến đại bản doanh của Vũ Văn Thái tại Trường An. Tại đây, Hiếu Vũ Đế tái lập triều đình và phong Vũ Văn Thái làm thượng trụ. Ông cũng gả em gái Phùng Dực công chúa cho Vũ Văn Thái.

## Chạy trốn đến Trường An và qua đời
Trong khi đó, Cao Hoan nắm quyền kiểm soát khu vực Lạc Dương, và ngay sau đó cũng đánh bại Hạ Bạt Thắng, chiếm được lãnh địa và buộc Hạ Bạt Thắng phải chạy trốn đến Lương. Cao Hoan sau đó nhiều lần viết thư thỉnh cầu Hiếu Vũ Đế trở về Lạc Dương và hứa sẽ vẫn để ông giữ ngai vàng. Tuy nhiên, Hiếu Vũ Đế không đáp lại bất kỳ lời đề nghị nào của Cao Hoan. Do đó, Cao Hoan lập Nguyên Thiện Kiến, con trai của Thanh Hà vương Nguyên Đản (元亶, em họ của Hiếu Vũ Đế) lên ngôi và dời đô từ Lạc Dương đến Nghiệp Thành, do đó chính thức phân Bắc Ngụy ra làm hai nửa (Đông Ngụy dưới quyền cai trị của Hiếu Tĩnh Đế và Tây Ngụy dưới quyền Hiếu Vũ Đế), mặc dù cả hai đều tuyên bố mình là triều đại hợp pháp.
Lúc này, mối quan hệ của Hiếu Vũ Đế với Vũ Văn Thái xấu đi. Khi còn ở Lạc Dương, Hiếu Vũ Đế có các mối quan hệ tình ái với ba trong số các em họ là Bình Nguyên công chúa Nguyên Minh Nguyệt (元明月), An Đức công chúa, và công chúa Nguyên Tật Lê (元蒺藜). Nguyên Minh Nguyệt đi theo Hiếu Vũ Đế đến Trường An, song Vũ Văn Thái không chấp thuận mối quan hệ này và thuyết phục các thân vương bắt giữ và giết chết bà. Hiếu Vũ Đế hết sức tức giận, và ông thường xuyên sử dụng cung hoặc đập bàn bên trong cung điện để bày tỏ sự bất mãn của mình. Khoảng tết năm 535, ông uống rượu có pha thuốc độc rồi qua đời và có vẻ chuyện này do các sát thủ của Vũ Văn Thái tiến hành. Vũ Văn Thái lập một họ hàng của ông là Nam Dương vương Nguyên Bảo Cự (anh trai cùng cha mẹ với Nguyên Minh Nguyệt) làm hoàng đế, tức Văn Đế.